# Philip Galle
Philip Galle (ou Philips Galle) (1537 - março de 1612) foi uma editor holandês, mais conhecido por publicar gravuras antigas, que ele também produziu como designer e gravador. Ele é especialmente conhecido por suas gravuras reprodutivas de pinturas.

## Vida

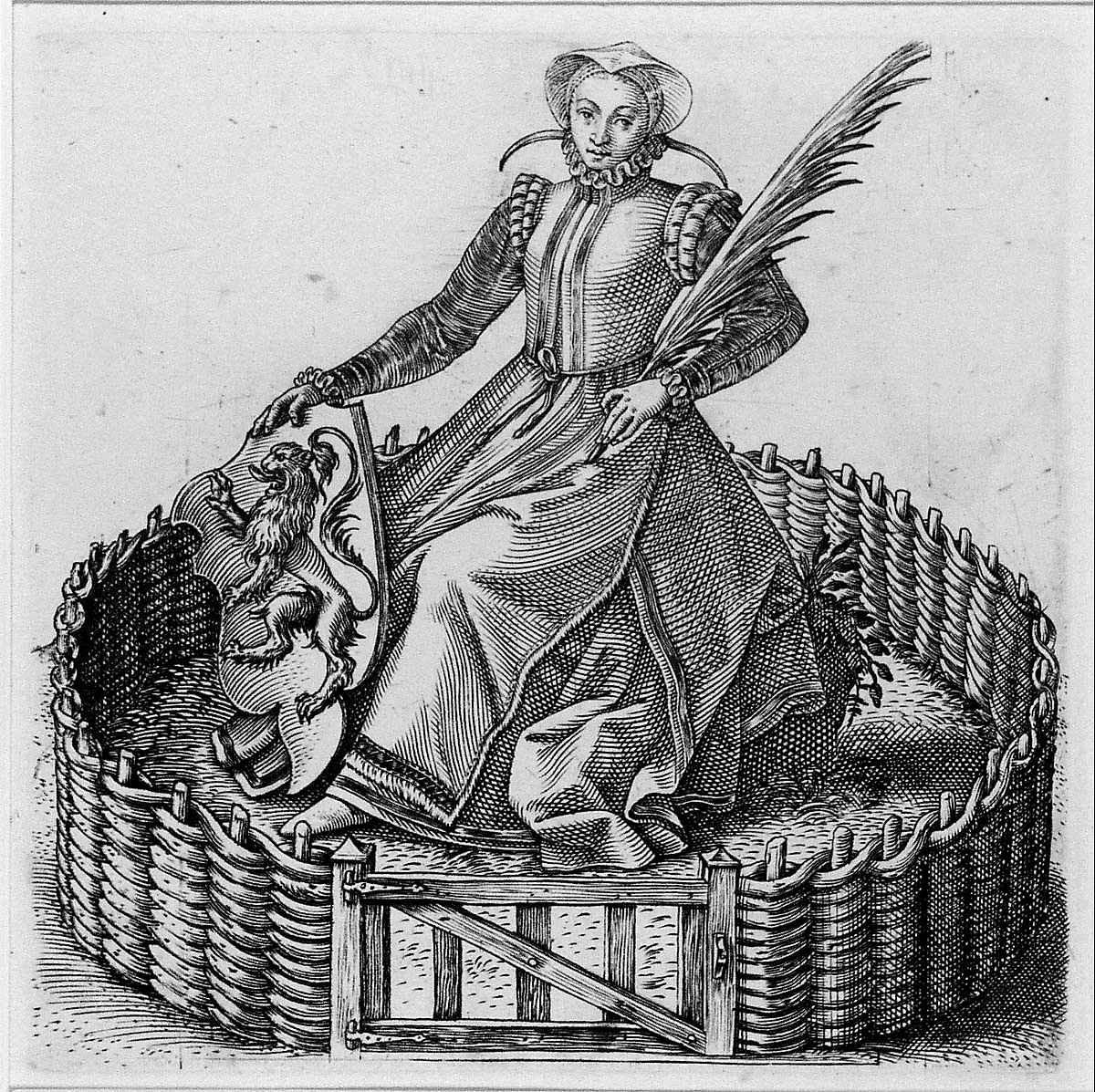
"Jardim da Holanda", gravura alegórica de Galle de uma mulher vestida à maneira de Kenau Simonsdochter Hasselaer

Galle nasceu em Haarlem, na Holanda, onde foi aluno do humanista e gravador Dirck Volkertsz. Coornhert. De acordo com o RKD, ele se casou com Catharina van Rollant em 9 de junho de 1569. Eles tiveram cinco filhos que mais tarde se tornaram artistas: Theodoor Galler, Cornelis Galle the Elder, Philips Galle II, Justa (que se casou com a gravadora Adriaen Collaert) e Catharina (que se casou com o gravador Karel de Mallery ).
Em Haarlem, ele gravou várias obras do pintor de Haarlem Maarten van Heemskerck. Mesmo enquanto trabalhava desde 1557 para o editor de Antuérpia Hieronymus Cock, ele se estabeleceu como um impressor independente em Haarlem em 1563, onde fez gravuras após Johannes Stradanus e Maerten de Vos. Em 1569 a série de Condes da Holanda e Zeeland foi publicada, uma série de seis gravuras que ele fez em Haarlem com Willem Thibaut, pouco antes de se mudar para Antuérpia em algum lugar perto do final de 1569 ou início de 1570, provavelmente para evitar o cerco de Haarlem.
Sua primeira casa em Antuérpia foi provavelmente uma casa chamada Het Gulden Hert (O Cervo de Ouro), em frente à casa do cartógrafo Ortels (também conhecido como Ortelius). Ele gerenciou a imprensa de Cock e o sucedeu em 1570, sendo recebido como cidadão de Antuérpia no ano seguinte. A obra contém uma aprovação ou permissão das autoridades eclesiásticas (católicas romanas) para publicação. Galle teve uma relação difícil com a religião e o poder político durante toda a sua vida. Ele era amigo do impressor de Antuérpia Christopher Plantin e talvez parte do círculo humanista secreto da Familia Caritatis (Família do Amor), o que torna difícil classificá-lo como católico ou protestante durante a Revolta Holandesa.

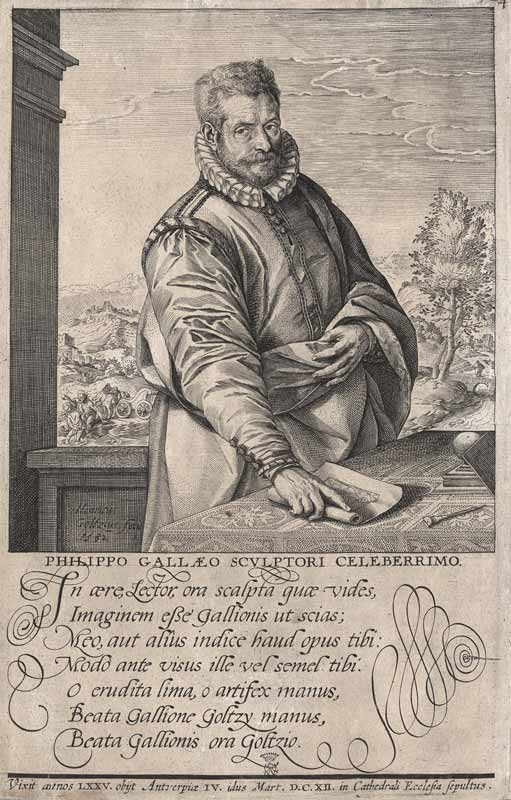
Retrato de seu aluno Hendrick Goltzius, 1577

Algumas de suas numerosas gravuras feitas em Antuérpia foram após Anthonie van Blocklandt, Hans Bol, Marcus Gheeraerts, Gerard Groening e Hans Vredeman de Vries. Galle teve muitos alunos que se tornaram gravadores populares. O gravador de mapas Cornelis de Hooghe (ou Hogius), que mais tarde morreu uma morte horrível quando foi decapitado e esquartejado em Haia por causa de uma conspiração contra o estado, recebeu sua educação quando Galle ainda vivia em Haarlem, enquanto De Hooghe já trabalhava para si mesmo no momento em que Galle se mudou para Antuérpia.
O filho de Galle, Cornelis, o seguiu como gravador. Os primeiros trabalhos de Cornelis mostram uma notável semelhança com o trabalho de seu pai.
A gráfica e a editora de Philip Galle foram um sucesso. Seus alunos incluíam seus filhos, de Hooghe, Hendrick Goltzius, Jan Baptist Barbé, Pieter Nagel, os filhos de seu colega Hans Collaert Adriaen e Jan Collaert II, e Karel van Mallery. Seus filhos e genros mantiveram os negócios em Antuérpia durante o século XVII.

## Escritos
Como um residente de Antuérpia, Galle testemunhou vários eventos da Guerra dos Oitenta Anos, notadamente o cerco e saques da cidade em 1576 pelos espanhóis, chamado de "A Fúria Espanhola". Galle escreveu um Cort Verhael, uma breve crônica desses eventos, que foi publicada por volta do final de 1578. Este livreto, que incluía vários mapas, foi dedicado ao arquiduque Matias da Áustria, um parente do rei legal Filipe II da Espanha, mas não reconhecido por ele como um landvoogdou supervisor do país. Uma impressão posterior foi dedicada a Jean de Bourgogne, senhor de Froidmont ou Fromont. Este livro bastante pessoal, que foi traduzido em várias línguas logo após sua primeira publicação, mostra Galle como uma pessoa amante da paz que pretendia ficar longe da turbulência política e militar de sua época

## Morte
Ele morreu na Antuérpia em março de 1612.

## Galeria
Imagens do Theatri Orbis Terrarum Enchiridion 1585

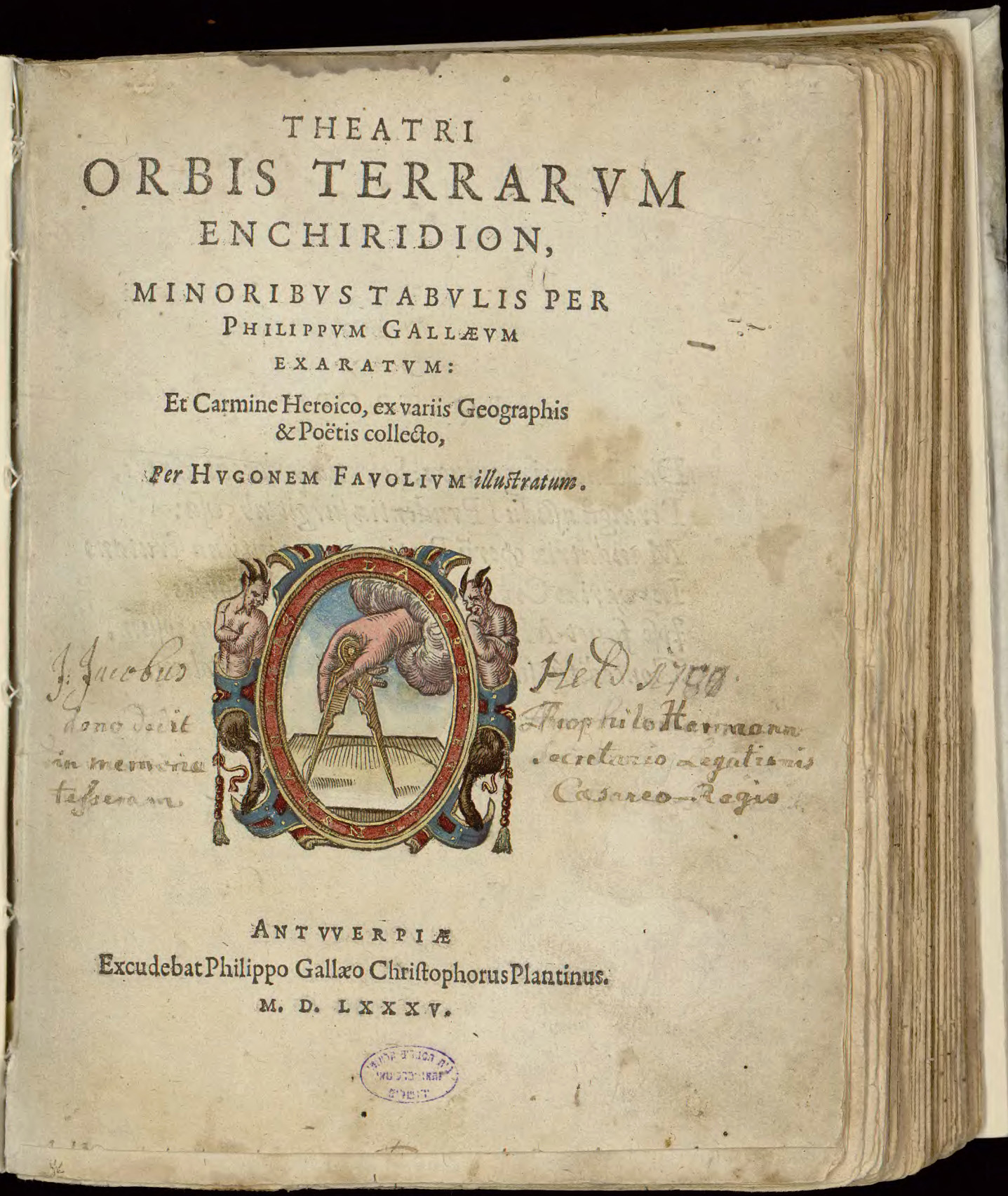
Folha com o Título
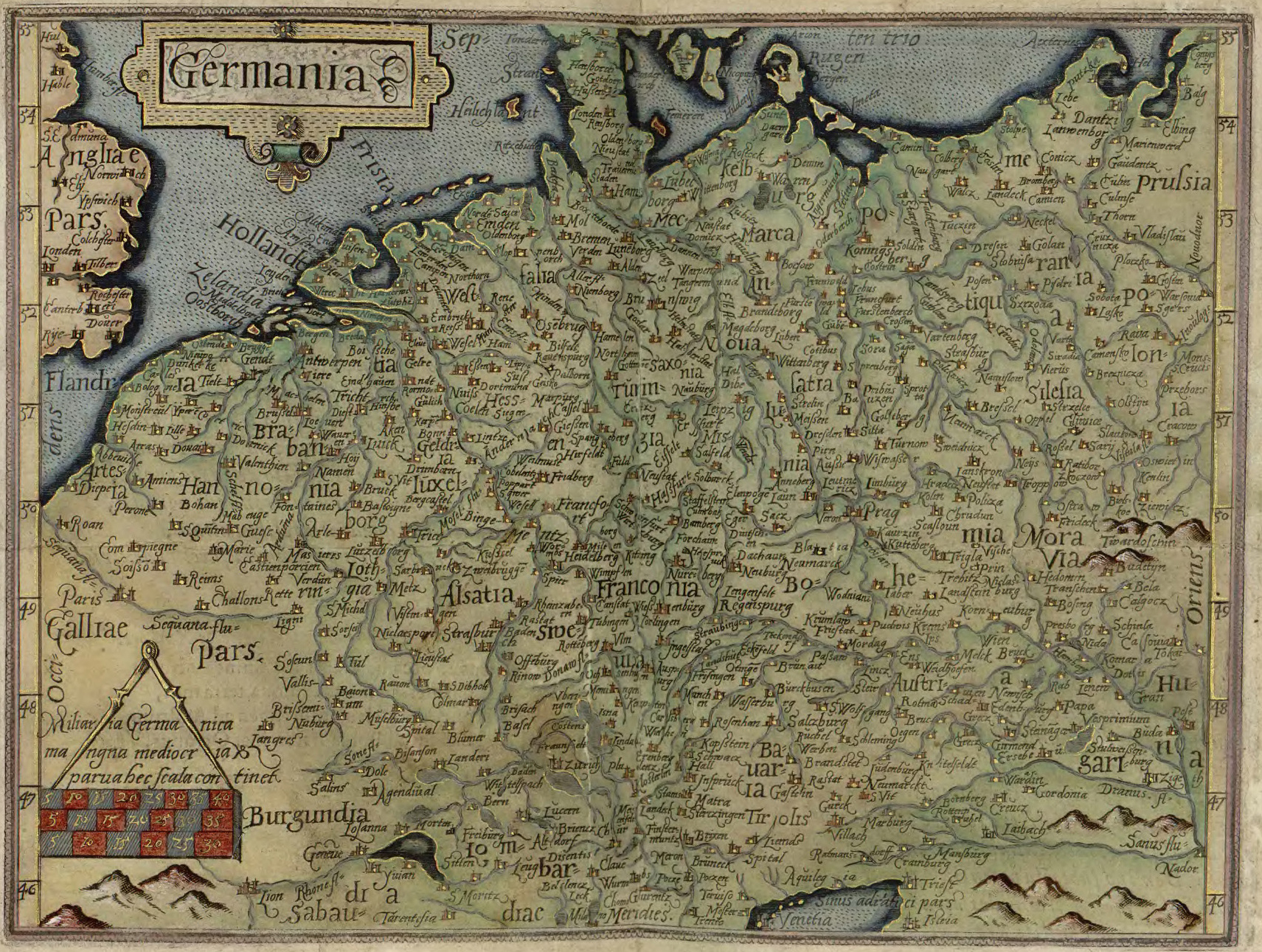
Germânia
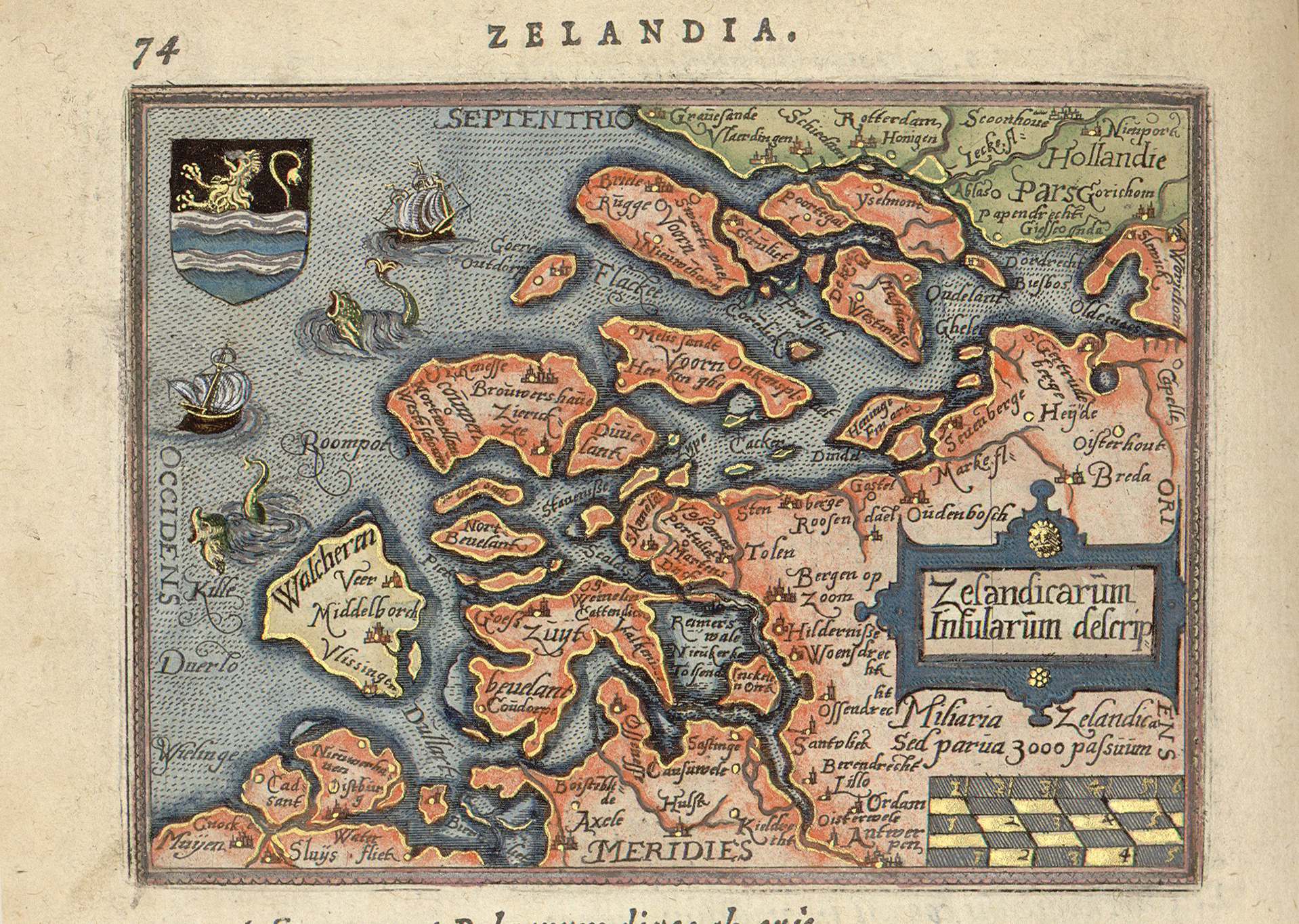
Zelandicarum
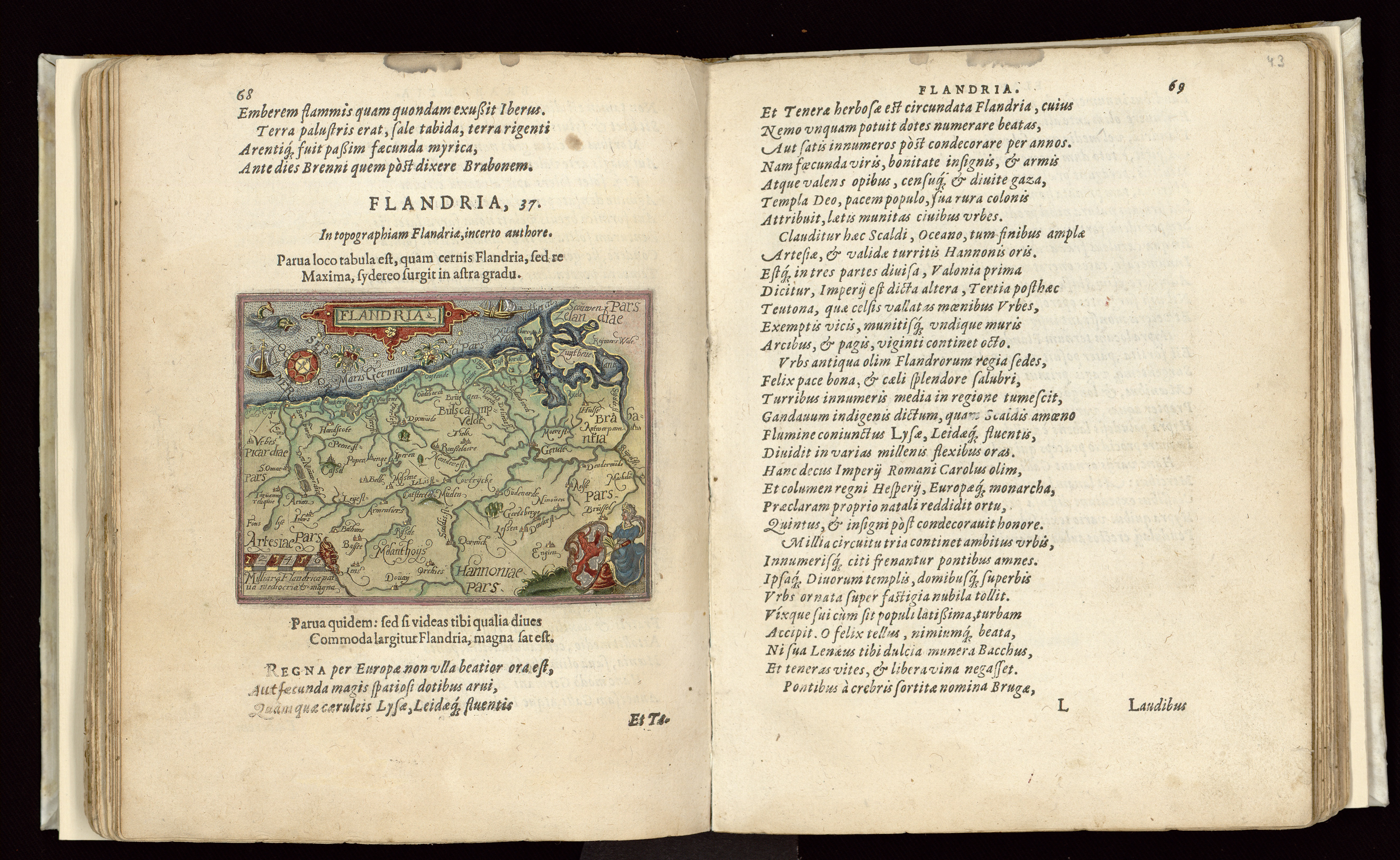
Flandria + texto

Gravuras atribuídas a Galle

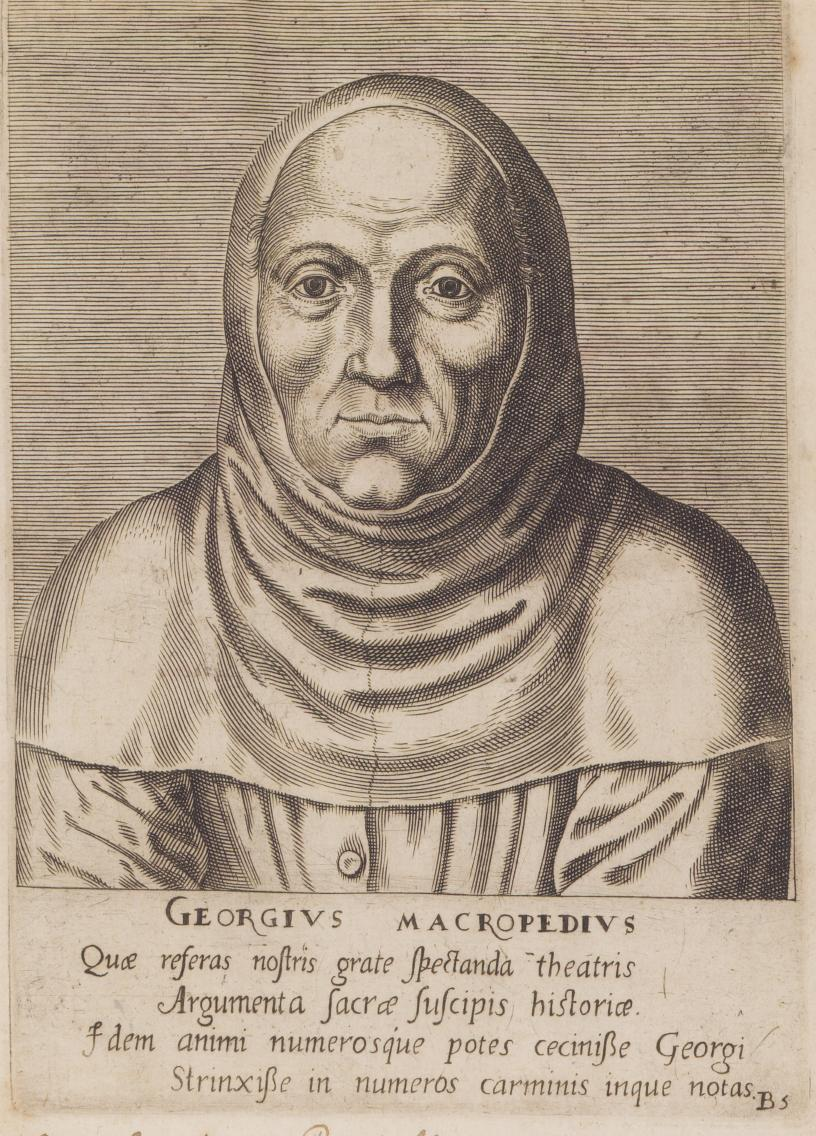
Macropédius
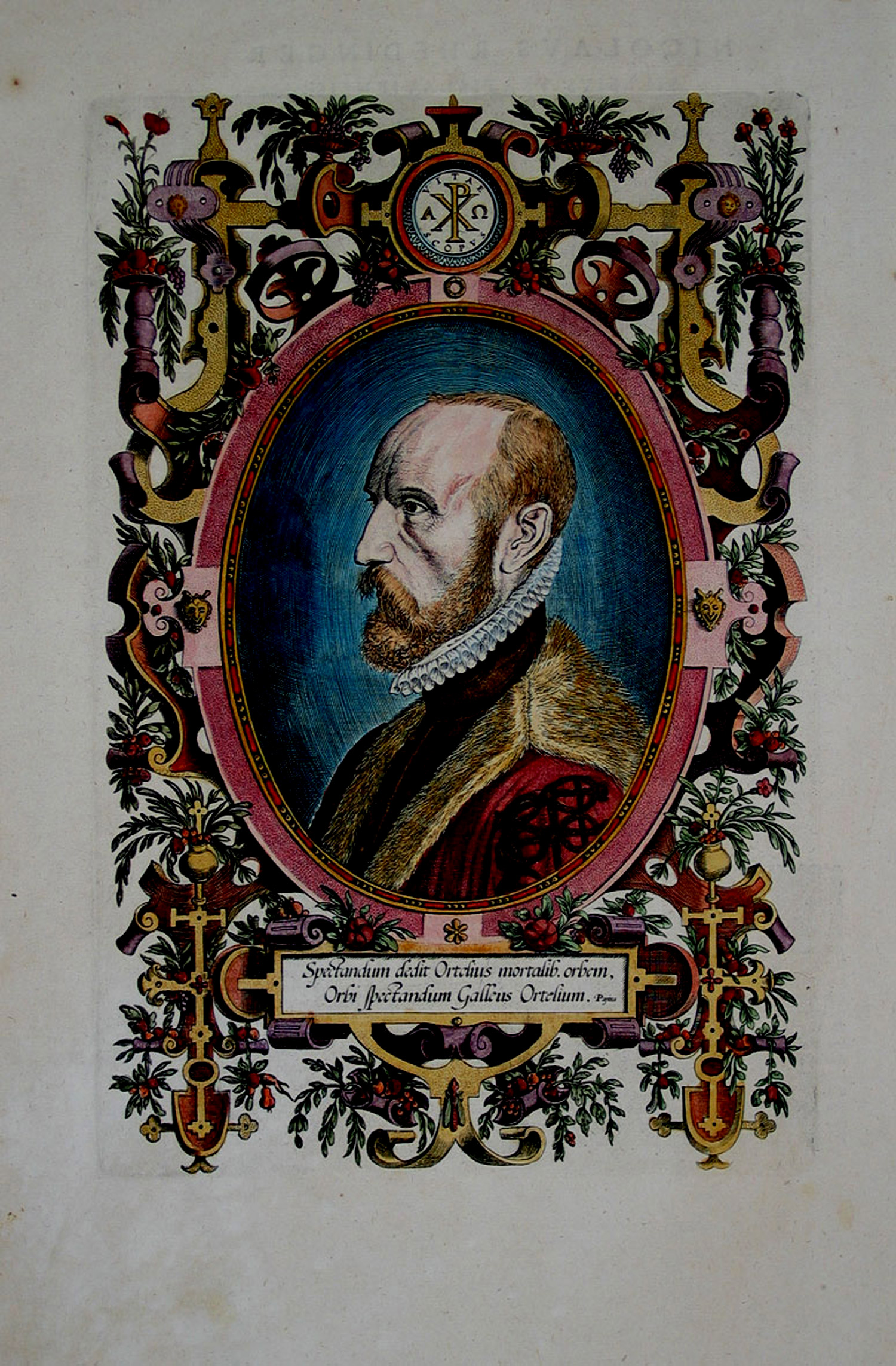
Ortelius
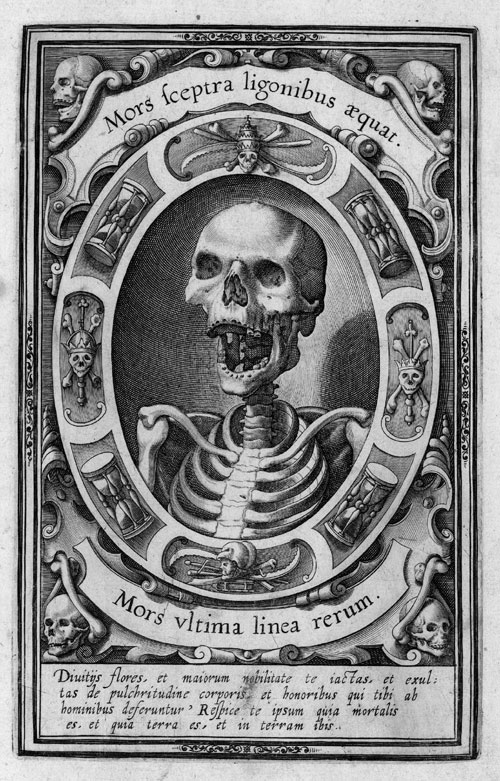
A morte é o limite final
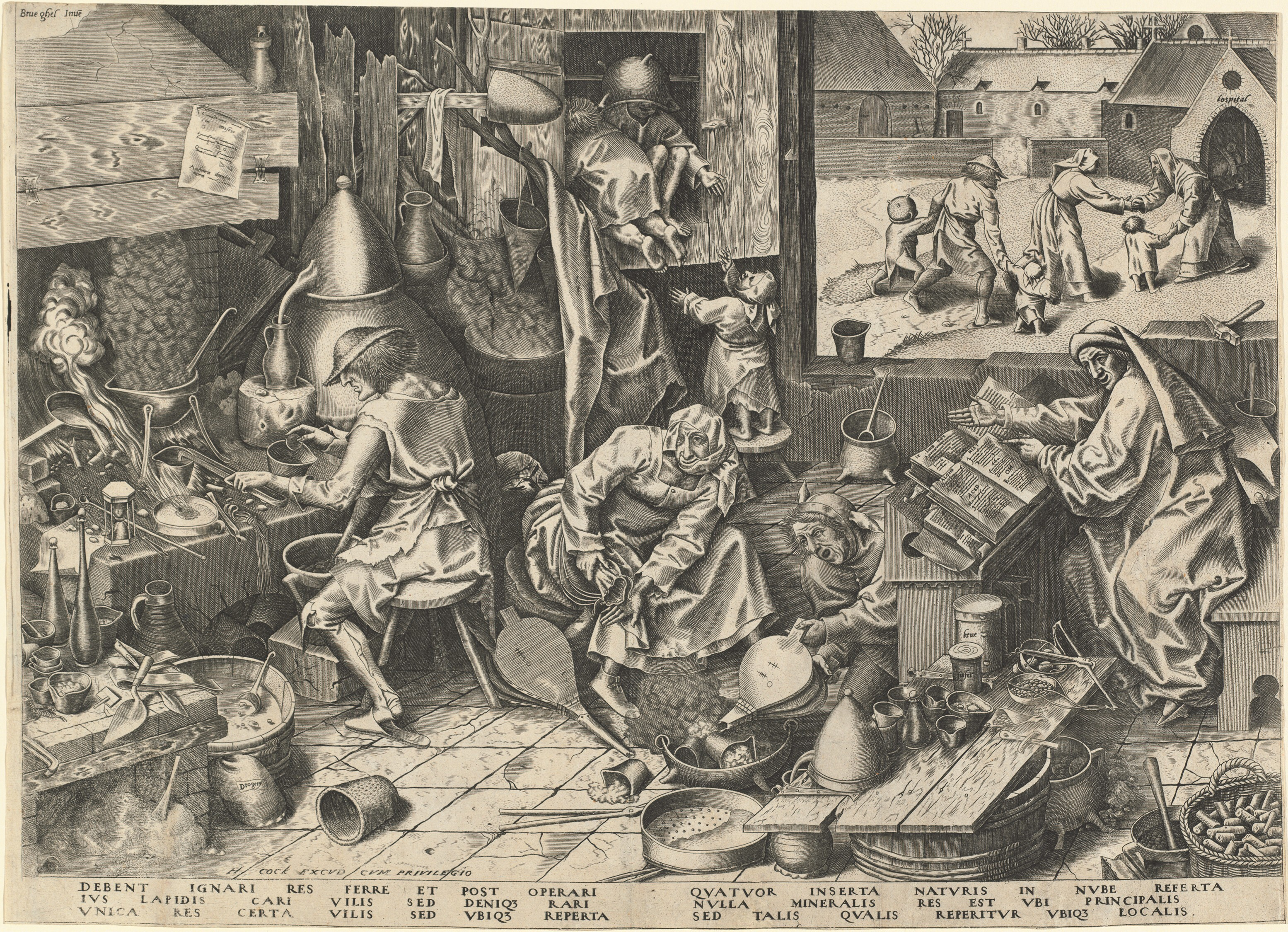
O Alquimista; depois de Breugel
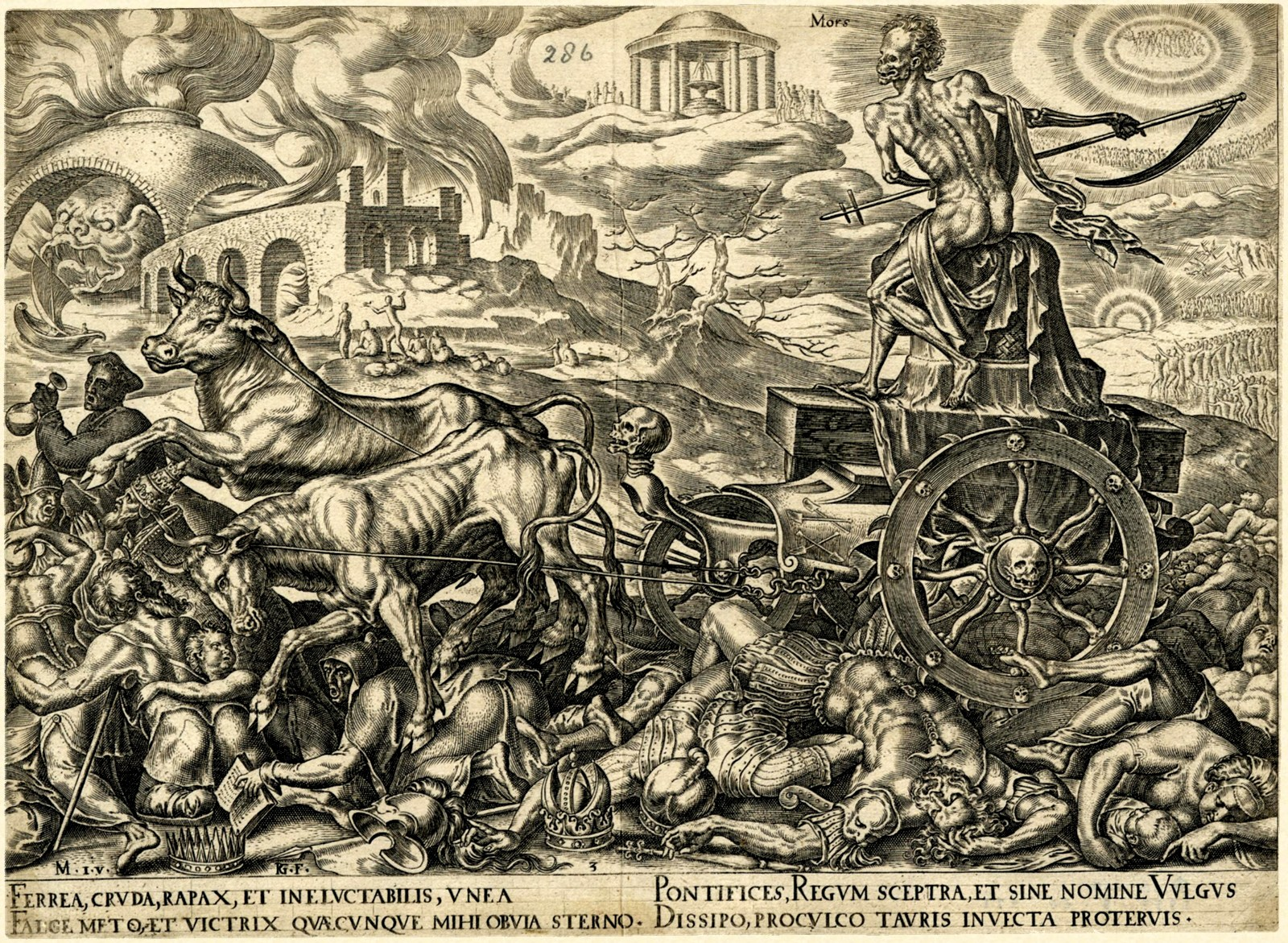
Triunfo da morte
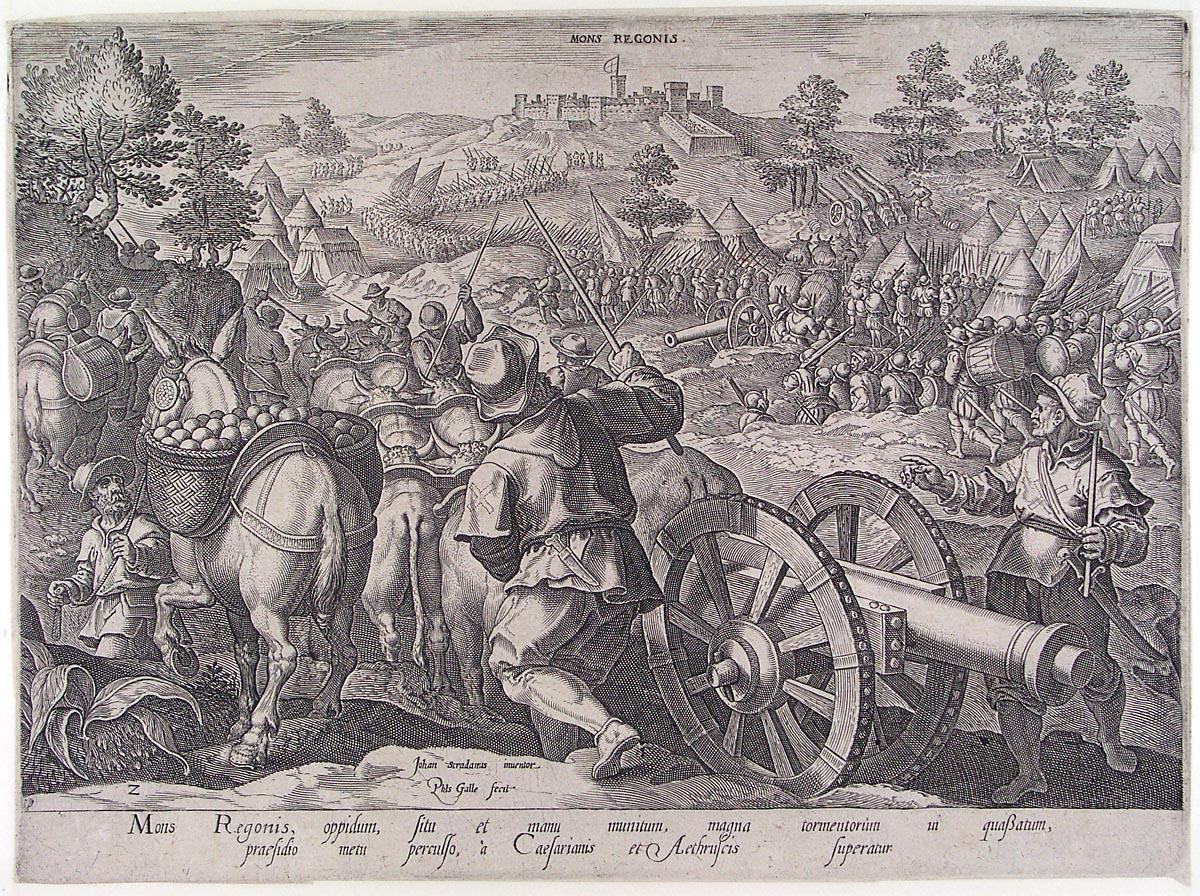
Batalha em Mons Regonis
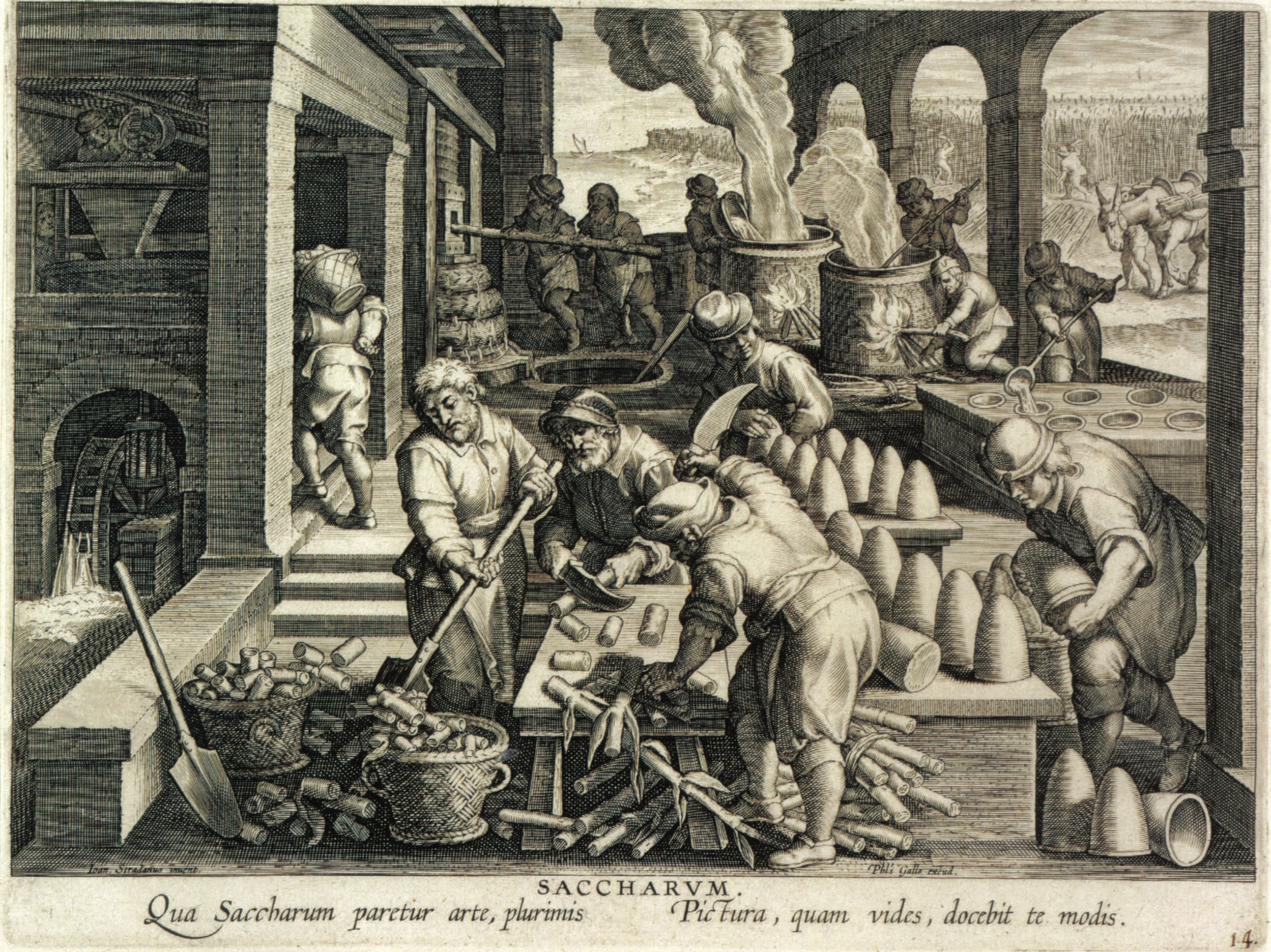
Moinho de Açucar
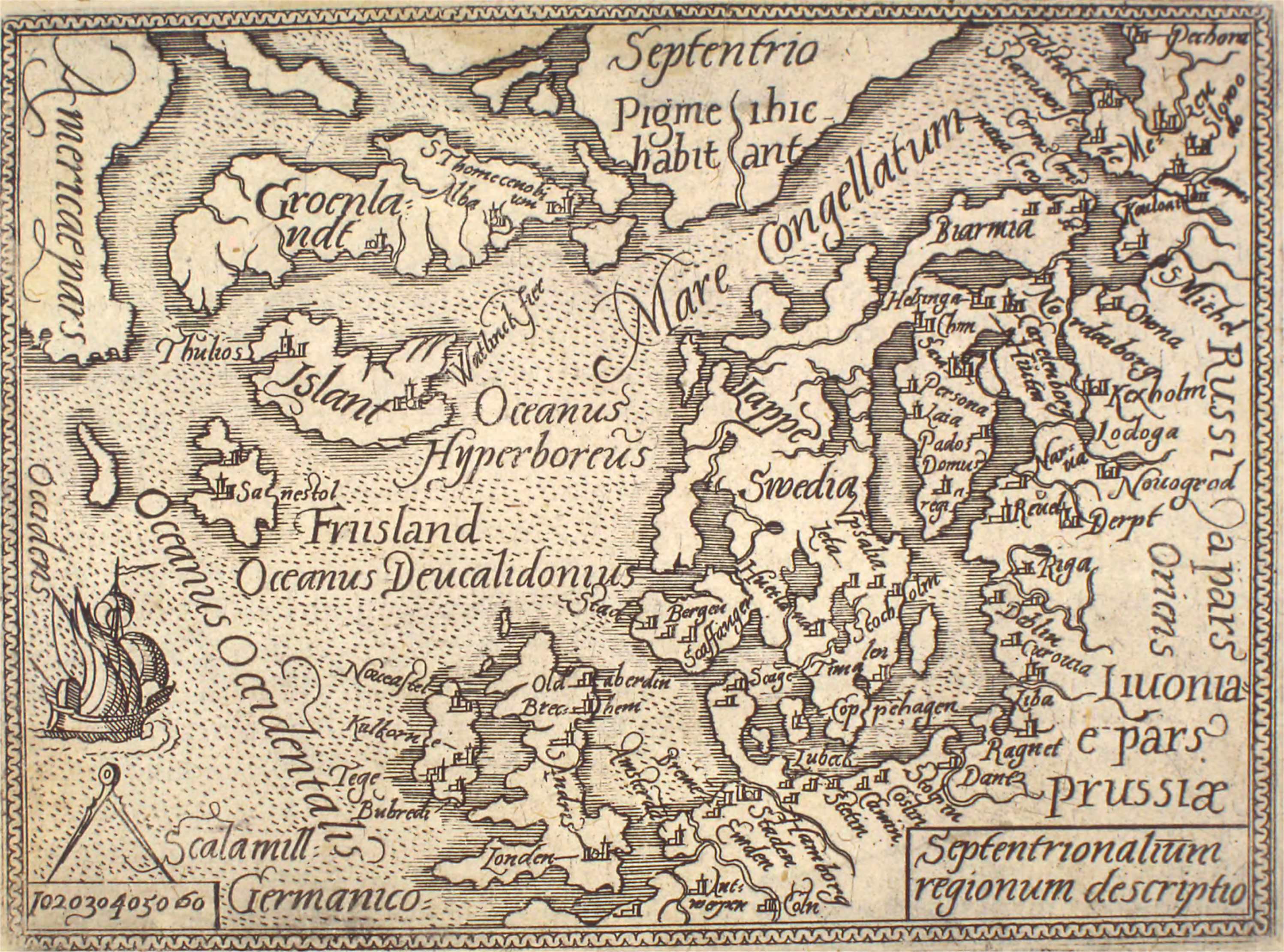
Europa do Norte 1577